# Nematocryptus aquilonius
Nematocryptus aquilonius är en stekelart som beskrevs av Jonathan 1969. Nematocryptus aquilonius ingår i släktet Nematocryptus och familjen brokparasitsteklar. Inga underarter finns listade i Catalogue of Life.